# جان اف. درایدن
جان اف. درایدن (به انگلیسی: John F. Dryden) سناتور سابق عضو حزب جمهوری‌خواه ایالات متحده آمریکا بود. وی در سال ۱۹۰۲ تا ۱۹۰۷ میلادی سناتور ایالت نیوجرسی در سنای ایالات متحده آمریکا بود.
درایدن بنیانگذار شرکت پرودنشال فایننشل می‌باشد.